# 대화초등학교 (경기)
대화초등학교(大化初等學校)는 대한민국 경기도 고양시 일산서구에 있는 공립 초등학교이다.

## 학교 연혁
- 1946년 12월 11일 송포국민학교 대화분교 설립인가
- 1952년 9월 23일 대화국민학교 승격 개교
- 1996년 3월 1일 대화초등학교로 개칭
- 1997년 3월 1일 병설유치원 설립인가
- 2012년 9월 1일 제21대 이양선 교장 부임
- 2014년 3월 1일 24학급 편성, 특수학급1, 유치원
- 2015년 2월 13일 제63회 졸업(졸업생 115명, 졸업생 총 수 5,386명)
- 2025년 1월 2일 제73회 졸업(졸업생 101명)

## 참고 자료
- 대화초등학교 - 한국교육학술정보원 학교알리미